# Melasina meliphaea
Melasina meliphaea är en fjärilsart som beskrevs av Edward Meyrick 1916. Melasina meliphaea ingår i släktet Melasina och familjen säckspinnare. Inga underarter finns listade i Catalogue of Life.